# Lepidosperma effusum
Espèce
Classification phylogénétique
Lepidosperma effusum est une espèce de plantes herbacées vivaces de la famille des Cyperaceae. On la trouve dans le sud-ouest de l'Australie-Occidentale depuis la région de Perth jusqu'à Albany en passant par la région de la Margaret River.